# Reinsdorf (Nebra)
Reinsdorf es un barrio de la ciudad de Nebra (Unstrut) en el distrito de Burgenland,  en Sajonia-Anhalt.

## Geografía
Reinsdorf se encuentra en el valle del río Unstrut, entre las ciudades de Halle (Saale) y Weimar.

## Historia
En 786 aparece mencionado por primera vez Reinsdorf en el "Breviarium Sancti Lulli" como "Reginhardesdorf". En 1112 se construyó el monasterio Benedictino de Reinsdorf que fue disuelto después de la Reforma, convirtiéndose en una cantera. La Ministerialengeschlecht de Bamberg (cámara baja) estableció en Reinsdorf su sede. El lugar alberga mucha información de la historia de la cultura alemana. Así, por ejemplo, reliquias de una Basílica de tres naves, con el crucero y el coro. 
El 1 de septiembre de 2010, Reinsdorf se incorporó a la ciudad de Nebra (Unstrut).